# クウェー川

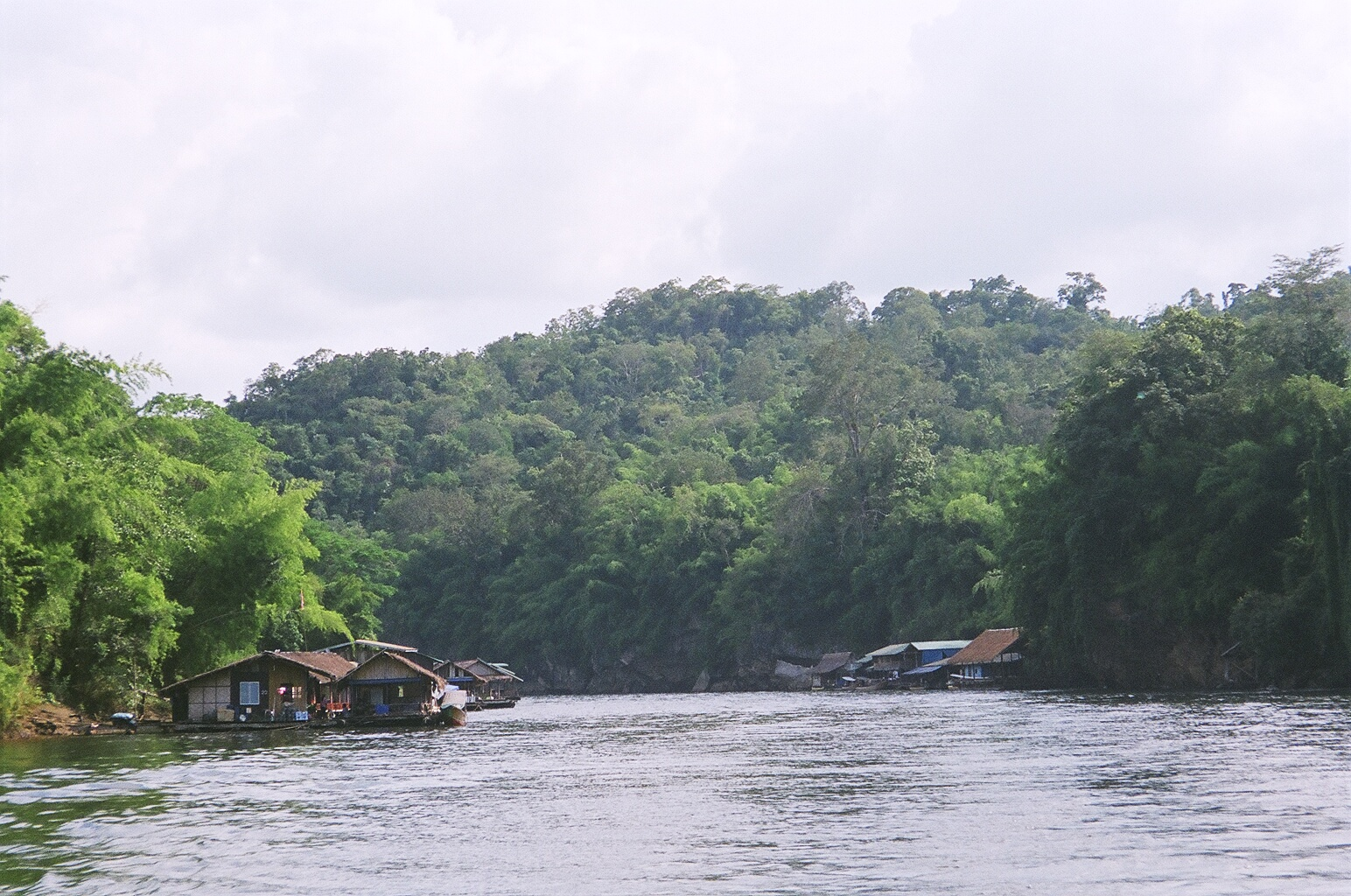
クウェー川

クウェー川（タイ語: แม่น้ำแคว）とは、タイ王国西部の河川のクウェー・ノーイ（แม่น้ำแควน้อย）とクウェー・ヤイ川（แม่น้ำแควใหญ่）の総称。クワイ川と表記されることがあるが、タイ語の発音では「クウェー」である。元来クウェー川とは、源流をミャンマーとの国境地帯、テナセリム山地に発し、カーンチャナブリーでメークローン川（メクロン川などと表記されることがある）に合流する川の呼称であった。クウェー川源流から合流点までの全長は240キロメートル。

## 第二次世界大戦
第二次世界大戦中に日本軍によって泰緬鉄道が敷設された際、カンチャナブリーでメー・クロンを渡河する鉄橋（当時の名称はメクロン河永久橋）が建設され、その経緯を描いた1957年の映画『戦場にかける橋』(The Bridge on The River KWAI ) で橋が架かっている川がクウェー川であるとの認識が広まった。このため1960年頃、架橋地点を含む、合流地点から上流部分を「クウェー・ヤイ」（大クウェー川の意味）と改称し、合流するクウェー川を「クウェー・ノーイ」（小クウェー川の意味）とした。合流地点から下流はそのままメークローン川と呼ばれている。メークローンはタイランド湾に注ぐ。

## 舞台となった作品
映画
- 戦場にかける橋 （1957年） - 主演 ： ウィリアム・ホールデン
- 激殺! 邪道拳 （1977年） - 主演 ： 千葉真一
- レイルウェイ 運命の旅路（2014年） - 主演 ：コリン・ファース・真田広之